# Patrick Moya
Patrick Moya est un artiste plasticien français né le 15 décembre 1955 à Troyes, de père espagnol. Il vit et travaille à Nice. Il utilise peinture, sculpture, dessin, céramique, performances, live painting, installations, vidéo, art numérique.
Influencé par Marshall MacLuhan, il s'interroge avec lui sur les changements apportés à l'histoire de l'art par les nouveaux médias. Après une première période de travail sur son nom, assimilant l’œuvre à sa signature (1981), il invente un alter ego, le petit « moya », qui lui permet de « vivre dans son œuvre » (1997). Avant d’inventer son « Moya Land », composé d’un bestiaire presque humain, qui tend à prouver que « l’artiste est une civilisation à lui tout seul ». Puis, en 2007, de transposer cet univers dans le métavers (Second Life).

## Biographie
Après des études d'art à la Villa Arson de Nice(1974-1977), Patrick Moya commence par poser nu comme modèle pour les écoles de dessin, tout en lisant Mc Luhan et poursuivant une réflexion sur la place de l'artiste dans les nouveaux médias (en particulier la télévision en direct). En 1982, il publie, aux éditions Bramstocker, un petit opuscule en photocopie intitulé Théorie de l'art d'un modèle aux Beaux-Arts, où l'on voit exprimées la plupart des idées sur lesquelles reposent son œuvre à venir : « le message, c'est le medium. Le seul message que j'ai à faire passer, c'est MOI. Je suis le medium. Dans la télévision en direct, le vrai medium … c'est l'homme »
Au début des années 1980, assimilant l'œuvre à la signature, Moya réalise ses premières œuvres (peintures, dessins, sculptures) en travaillant uniquement sur les lettres de son nom, M-O-Y-A. Par exemple, en 1991, il construit à Taïwan une sculpture monumentale avec les lettres de son nom, lors d'un symposium de sculptures : elle existe toujours dans le jardin du Kaohsiung Museum of Fine Arts.
Depuis 1994, pour le « Carnaval Roi des Arts », Moya participe au carnaval de Nice en créant ou dessinant des grosses têtes et des chars, ou comme directeur artistique.
Il présente dès 1996 de grandes toiles et des sculptures au MAMAC, le Musée d'Art moderne et d'Art contemporain de Nice.
Après une période non figurative, il invente en 1997 un premier alter ego, autoportrait caricatural inspiré du personnage de Pinocchio qui lui permet de se représenter dans ses œuvres.
En juin 2007 est inaugurée, par Christian Estrosi alors ministre de l'Outremer, la peinture murale intérieure d'une chapelle à Clans, village du Haut Pays niçois : cette peinture raconte l'histoire de Saint Jean-Baptiste à base d'autoportraits de l'artiste.
En 2011, un catalogue raisonné parait aux éditions ArtsToArts : 2 tomes, plus de 800 pages, 4 200 œuvres référencées, 40 ans de création.
En 2014, il publie un essai, « l’art dans le nuage», qui est une réflexion sur l'art du futur.
En 2016, il est choisi par le conservateur du Palazzo Ducale de Mantoue, Peter Assmann, pour une grande exposition monographique dans la Cantina, sous le titre « Il laboratoire della metamorfosi ».
En décembre 2017, le département des Alpes-Maritimes lui consacre une rétrospective dans son nouvel espace, la Galerie Lympia, sur le port de Nice : sous le titre « Le Cas Moya », la scénographie de l’exposition présente les différentes facettes de l’œuvre de Moya.
En mars 2019, pour le Palais Royal de Caserta (Reggia di Caserta), il expose durant un mois, sous le titre « Moya Royal Transmedia », plusieurs peintures de très grand format, une série de portraits "néo-classiques" ainsi que des vidéos montrant son univers virtuel.
En octobre 2019, c'est l'inauguration de la « Nouvelle Chapelle Moya » peinte sur murs et plafond, dans le village du Mas (Alpes Maritimes).
Durant le confinement pour cause de Covid 19, il réalise, sur les murs du musée Massena de Nice, une peinture murale éphémère, sorte de cabinet de curiosités géant dans le cadre d’une exposition, « les années joyeuses ». Il est l'invité de Guillaume Durand sur TV5 Monde pour parler de sa peinture éphémère.
En novembre 2020, le centre d’art L’Artistique à Nice, présente « la Télé de Moya », ses premières réflexions de l’époque où il était étudiant à la Villa Arson, qui serviront de base à son œuvre à venir : « les médias d'information transforment tout en créature. Pour la première fois dans l'histoire de l'art, la créature est sans créateur. »
En 2022, il signe avec la maison Christian Dior Couture pour la création d’un lapin et d’une calligraphie originale déclinant le nom de DIOR, qui seront utilisés dans le cadre de la collection printemps/ été 2023 de Baby Dior : « en collaboration avec l’artiste français Patrick Moya, Baby Dior présente une capsule résolument pop. Habitées par l’esthétique singulière et plurielle du plasticien-performer niçois, les créations arborent un joyeux lapin rose célébrant le signe du zodiaque chinois de l’année 2023. »
Le 16 juin 2023,  Christian Estrosi, maire de Nice, inaugure la « Grande Dolly Bleue », sculpture en résine de 240 cm de hauteur, installée sur la Place du Pin.
Après une nouvelle rétrospective intitulée « Bienvenue au Moyaland » au château de Courcelles à Montigny-lès-Metz (mai/juillet 2023), il choisit désormais de montrer différentes facettes de son travail : la céramique, qu’il pratique depuis longtemps (musée de la céramique Terra Rossa à Salernes, juin/octobre 2023), son Abécédaire (26 toiles au centre culturel les Arcades d’Antibes,  mars/juin 2025) ou encore ses performances (château-musée Grimaldi de Cagnes-sur-mer, mars/juin 2025).

## Performances et installations
En janvier 2007, Il participe à une nuit blanche à Modica (Sicile) avec « Une exposition en une nuit », quatorze toiles réalisées en direct.
Durant tout l'été 2011, il investit le centre d'art La Malmaison de Cannes, sur le thème « La civilisation Moya » : il peint in situ, sur tous les murs auparavant recouvert de toile noire, une fresque de 90 mètres de long au total, sur 4 mètres de hauteur, qui raconte son aventure artistique, depuis la création du monde jusqu'à la virtualisation de son personnage « moya », devenu « avatar ».
Adepte depuis les années 2000 de la « Live painting » (peinture en direct et en public), Moya bat son record en juin 2021 à Saint-Raphaël lors de Résonance urbaine, un festival de street-art : il réalise en deux jours une fresque de 55 mètres de long sur le mur de plage du Veillat.
En décembre 2015, il réalise une performance dans sa ville natale de Troyes : toute l'exposition est peinte sur les murs de la Maison du Boulanger, peintures murales qui seront effacées à la fin de l'exposition.
Lors de la Journée des musées du 20 mai 2017, Moya est au musée départemental d’art ancien et contemporain d’Epinal pour proposer aux visiteurs un jeu des 7 erreurs, sous le titre « Moya dérange le musée » : "Il s’agit de découvrir les 7 œuvres de Moya qui auront remplacé, le temps d’une Journée et d’une Nuit, 7 œuvres du musée. De plus, durant la Nuit, l’artiste effectuera une « copie-surprise » en direct d’une œuvre choisie dans le musée. »
Lors de « Mars aux musées » 2019, (18e édition), Moya proposait un nouveau jeu des 7 erreurs, sous le titre « Terra Moya : 2019, l’Odyssée des espaces », au musée de la Préhistoire de Terra Amata, Nice.
En juin 2020, il est à Fontainebleau pour une live painting sur le thème « histoire de l’art… du Moya Land », dans le cadre du #murartfontainebleau, un mur dédié au street art, et qui change tous les six mois.
Le 2 avril 2022, il est invité par le collectif Le MUR de Saint-Étienne à coller une œuvre peinte destinée à ce mur de street art. 

## Dans les mondes virtuels
En juillet 2007, il recrée son « Moyaland » dans le monde virtuel en 3D de Linden Lab (Second Life).
En octobre 2008, il participe à une exposition internationale intitulée Rinascimento virtuale (Renaissance virtuelle, l'art dans Second Life), initiée par le journaliste Mario Gerosa qui eut lieu dans le musée national d'anthropologie et d'ethnologie de la ville de Florence en Italie.
Dès 2008, il est considéré comme un artiste numérique.
Il réalise chaque année depuis 2009 le cyber carnaval de Nice, en partenariat avec l'Office de Tourisme de Nice. Avec la crise sanitaire du Covid 19, l'édition 2021 du carnaval de Nice étant annulée, il était possible de vivre une version virtuelle de ce carnaval dans le Moyaland virtuel.
Un reportage de Laura du web (Laura Tenoudji) dans Télématin (28 novembre 2019), est consacré à Moya dans Second Life.
En 2022, le Moyaland est devenu « une destination touristique dans le métavers ».
Comme le dit le journal Les Échos, Moyaland est « le premier univers touristique français ».

## Œuvres de Patrick Moya dans les collections publiques en France (sélection)
- MAMAC (Nice) : Moya et l'âne Onyme (peinture)[38]
- MAMAC (Nice) : Petit Adam 1 (sculpture)[39]
- MAMAC (Nice) : Petit Adam 2 (sculpture)[40]
- Ville de Cap d'Ail : la Statuette de la Liberté de Moya, qui depuis 2009, « surveille l'entrée ouest de Cap-d'Ail, perchée dans le jardin d'enfant du Château des Terrasses, repeignant le ciel en bleu. » Elle a été restaurée en 2018[41].
- Village de Coaraze : un cadran solaire sur le mur de l'école (bronze et céramique, 2008)[42]
- Ville de Nice, Donation de Jean Ferrero[43] (ou Espace Ferrero), inaugurée en février 2014 : plusieurs œuvres de Moya (années 1990 à 2013)[44].
- musée départemental d'art ancien et contemporain d'Épinal : acquisition de La Joconde de Moya, une copie d'une copie de la Joconde, 2017[45]
- Pole Culturel Chabran, Draguignan : acquisition de « la Moyathèque », peinture monumentale, 2018[46]

## En Asie et ailleurs
- Kaohsiung Museum of Fine Arts, Taïwan : une sculpture monumentale (1991)[47] et une autre sculpture, « Moya Tree » (1991)
- Radium Art Center, Busan, Corée du sud : « Dolly colonne », sculpture monumentale en acier, 2013
- Palazzo Ducale (complesso museale), Mantoue, Italie : une peinture, « Moya architecte », 2016
- Reggia di Caserta (museo d'arte contemporanea della reggia), Caserta, Italie ; une peinture, « Les plafonds du Moyaland », 2016

## Exposition collective
- MONUMENTAL : en 2019, le village de Mougins (France) accueille quinze sculptures géantes de huit artistes, dont trois de Moya[48],[49].
- ABC ART : en avril 2022 à Niort, il participe à cette exposition du Musée Bernard d'Agesci : « six salles d’exposition du musée Bernard-d’Agesci sont consacrées à la présentation de plus de deux cents abécédaires des 19e et 20e siècles : dans le hall d’entrée, l’Abécédaire haut en couleur de Patrick Moya… »[50].